# Lista jocurilor dezvoltate de PopCap
Aceasta este o listă de jocuri video dezvoltate și/sau publicate de PopCap Games.

## Jocuri premium
(Această listă arată jocuri care au fost create și/sau publicate de PopCap Games.) 
- Alchemy
- AstroPop
- Atomica
- Bejeweled
- Bejeweled 2
- Bejeweled 3
- Bejeweled Blitz
- Bejeweled Twist
- Big Money!
- Bonnie's Bookstore
- Bookworm
- Bookworm Adventures
- Bookworm Adventures Volume 2
- Chuzzle
- Dynomite!
- Feeding Frenzy
- Feeding Frenzy 2: Shipwreck Showdown
- Hammer Heads
- Heavy Weapon
- Iggle Pop!
- Insaniquarium
- Mummy Maze
- NingPo MahJong
- Noah's Ark
- Peggle
- Peggle Nights
- Plants vs. Zombies
- Pixelus
- Pizza Frenzy
- Rocket Mania!
- Seven Seas
- Talismania
- TipTop
- Typer Shark!
- Venice
- The Wizard's Pen
- Word Harmony
- Zuma
- Zuma's Revenge!

## Jocuri casuale
(Această listă arată jocuri care au fost adăugate pe site-ul PopCap după iulie 2007. Nu toate sunt create de PopCap, acesta fiind doar publicatorul sau distribuitorul)
- Alice Greenfingers
- Amazing Adventure: Around the World
- Amazing Adventure: The Lost Tomb
- Big Kahuna Reef
- Cake Mania
- Cosmic Bugs
- Diner Dash 2
- Escape Rosecliff Island
- Family Feud
- Mahjong Escape: Ancient China
- Mahjong Escape: Ancient Japan
- Mystery Case Files: Huntsville
- Mystery P.I.: The Lottery Ticket
- Mystery P.I.: The New York Fortune
- Mystery P.I.: The Vegas Heist
- Mystery P.I.: Lost in L.A.
- Mystery Solitaire
- Platypus
- Super Collapse! 3
- Tradewinds Legends
- Waterbugs